# Thure Lindhardt
Thure Frank Lindhardt (* 24. prosince 1974, Kodaň) je dánský herec.

## Život a kariéra
Lindhardt se narodil v Kodani, dětství prožil v Roskilde. Už ve dvanácti letech dostal svou první hereckou příležitost ve filmu "Pelle the Conqueror". Hereckým objevem se však stal až svým ztvárněním chlapce s autismem ve filmu režiséra Kaspara Rostrupa "A Place Nearby". Od té doby následuje dlouhá řada rolí ve filmech i v seriálech.
V roce 2009 hrál po boku Toma Hankse mladého švýcarského gardistu ve filmu režiséra Rona Howarda "Andělé a démoni".
V roce 2011 byl obsazen do hlavní role filmu režiséra Ira Sachse "Neodcházej", který byl uveden v lednu 2012 v premiéře na filmovém festivalu v americkém Sundance, kde byl nominován na cenu Gotham Awards a označen za zásadní herecký objev.
V roce 2015 byl obsazen do hlavní role 3. série mezinárodně uznávaného dánsko-švédského televizního policejního seriálu "Most"- účinkuje dále i v jeho 4. a poslední sérii, vysílané od začátku roku 2018.
Divadelní kariéru zahájil v roce 1998 v kodaňském divadle CaféTeatret. Během svého života hrál v několika dánských divadlech. V roce 2000 získal hlavní roli Armanda v "Dámě s kaméliemi" v divadle Aladdin v Gladsaxe. V jeho herecké kariéře však převažuje film.

## Filmografie (výběr)
- 1987: Pelle Dobyvatel – role: student
- 2002: Nude, Descending… – role: RW
- 2004: Láska v myšlenkách – role: Hans
- 2005: Nordkraft – role: Steso
- 2005: Neklidné duše
- 2006: Útěk do divočiny – role: Ed
- 2006: Princess
- 2007: Daisy Diamond – role: herec
- 2008: Flame & Citron – role: Bent Faurschou-Hviid
- 2009: Andělé a démoni – role: Lieutenant Chartrand
- 2009: Bratrstvo – role: Lars
- 2010: Pravda o mužích
- 2011: Ostrov
- 2012: Neodcházej – role: Erik
- 2012: Byzantium – role: Werner
- 2012: Eddie – náměsíčný kanibal
- 2013: Rychle a zběsile 6 – role: Firuz
- 2013: 3096 dní: Příběh Nataschi Kampuschové – role: Wolfgang Priklopil
- 2014: Itsi Bitsi
- 2015: Most – role: Henrik
- 2016: Minuta ticha
- 2016: Rozkaz zabíjet
- 2016: Despite the Falling Snow
- 2017: Za světlem
- 2017: Delfinen – role: Peter
- 2018: X&Y
- 2018: Vzhůru a daleko
- 2018: V lásce a válce – role: Hansen
- 2018: Ditte & Louise – role: Thure
- 2019: Astrup – Flammen over Jølster – role: Nikolai Astrup
- 2020: Tsunami – role: Christian

## Ocenění
- 2012: Gotham Awards – průlomový herec v roli Erika v nejlepším celovečerním filmu Keep the Lights On – Teddy Award